# Lynchius
Lynchius ist eine artenarme Gattung von Fröschen aus der Familie Strabomantidae. Sie ist in den südamerikanischen Anden im südlichen Ecuador und im nördlichen Peru verbreitet.

## Merkmale
Die meisten Arten der Gattung Lynchius haben einen schmalen Kopf, der viel schmäler als der Körper ist. Nur bei der 2019 neu beschriebenen Art Lynchius megacephalus ist er breiter. Das Tympanum ist sichtbar. Der erste Finger ist bei einigen Arten länger als der zweite, bei anderen gleich lang oder etwas kürzer. Es fehlen die Schwimmhäute, nur bei Lynchius flavomaculatus sind sie zwischen dem ersten und zweiten Finger noch sichtbar. Der Rücken und der Bauch sind mit Ausnahme von Lynchius simmonsi glatt.
Die Kopf-Rumpf-Länge beträgt bei den Weibchen rund 35 bis 45 Millimeter, bei den Männchen 20 bis 35 Millimeter. Nur Lynchius tabaconas bleibt mit 18,6 Millimetern für Männchen und 28,5 Millimetern für Weibchen unter diesen Längenmaßen.

## Verbreitung
Das Verbreitungsgebiet der Gattung Lynchius beschränkt sich auf die Cordillera Real im Süden Ecuadors und die Cordillera de Huancabamba im Norden Perus.

## Lebensraum
Der Lebensraum der Arten der Gattung Lynchius sind die Páramos, baumlose, tropisch-äquatorialen Hochlandsteppen, und die Nebelwälder in den nördlichen Anden Südamerikas. Die Frösche kommen dort auf den Osthängen der Anden in Höhenlagen zwischen 3800 und 4700 Metern Seehöhe vor. Das Klima in diesen Höhenlagen ist auf den dem Amazonasbecken zugewandten Osthängen feucht und kalt.

## Lebensweise
Die Gattung Lynchius gehört zur Überfamilie Brachycephaloidea, deren Arten sich direkt im Ei, ohne frei schwimmendes Larvenstadium (Kaulquappen) entwickeln.

## Systematik und Taxonomie
Die Gattung ist zu Ehren des Herpetologen John D. Lynch so benannt. Die Typusart ist Phrynopus parkeri, die von Lynch 1975 beschrieben wurde. Die Gattung Lynchius wurde im Jahr 2008 aus der Gattung Phrynopus ausgegliedert. Lynchius wird in die Familie Strabomantidae und innerhalb dieser Gruppe in die Unterfamilie Pristimantinae gestellt. Als Schwestergruppe der Gattung Lynchius wird die Gattung Oreobates angesehen.

## Arten
Es gibt in dieser Gattung acht Arten:
Stand: 23. August 2021
- Lynchius flavomaculatus (Parker, 1938)
- Lynchius megacephalus Sánchez-Nivicela, Urgilés, Navarrete, Yánez-Muñoz & Ron, 2019[2]
- Lynchius nebulanastes (Cannatella, 1984)
- Lynchius oblitus Motta, Chaparro, Pombal, Guayasamin, De la Riva & Padial, 2016[3]
- Lynchius parkeri (Lynch, 1975)
- Lynchius simmonsi (Lynch, 1974)
- Lynchius tabaconas Motta, Chaparro, Pombal, Guayasamin, De la Riva & Padial, 2016[3]
- Lynchius waynehollomonae Venegas, García Ayachi, Ormeño, Bullard, Catenazzi & Motta, 2021[7]